# Jag vet en dejlig rosa
Jag vet en dejlig rosa är en traditionell folkvisa från Skandinavien med okänd textförfattare. Den tidigast kända nedtecknade versionen av visan ingick i adelsmannen Bröms Gyllenmärs visbok från 1500- och 1600-talen. Visan publicerades av Alice Tegnér år 1907 i hennes vissamling Unga röster.

## Historik
Texten till visan finns i Kungliga Bibliotekets handskrivna vissamlingar från 1500- och 1600-talen. Den bearbetades senare av Per Daniel Amadeus Atterbom. Alice Tegnér ändrade litet på texten, och hon har möjligen skrivit melodin eller bearbetat en tidigare folkmelodi.
Den förmodligen mest kända svenska versionen av visan är Alice Tegnérs. Den översattes tidigt också till danska och heter då "Jeg ved en dejlig rose".
Visan finns i många olika arrangemang, inte minst körarrangemang. Manskörer använder den som serenadsång.
The Real Group spelade 1991 in en a cappella-version av sången, arrangerad av Mikael Råberg.
I en mellanakt i Melodifestivalen 2016 framfördes visan på arabiska av Gina Dirawi tillsammans med andra svenska folkvisor framförda på andra språk. Inslaget fick både positiva och negativa reaktioner från tittare. Vissa blev irriterade för att de inte tyckte om det mångkulturella inslaget eller att visan översattes till arabiska.

## Monica Zetterlunds version
En mycket känd version av sången är sångerskan Monica Zetterlunds insjungning, som släpptes på svenska över hela världen på albumet Waltz for Debby 1964.

## Robyns version
Artisten Robyn sjöng sången, ackompanjerad av Björn Yttling på piano, under den minnesceremoni som anordnades i Stockholms stadshus 2005 till minne av tsunamin i Thailand. En inspelning av sången finns även på hennes album Body Talk Pt. 1 från 2010.